# Uczelnia Nauk Społecznych w Łodzi
Uczelnia Nauk Społecznych w Łodzi, skrót UNS – uczelnia niepubliczna, funkcjonująca na podstawie decyzji Ministra Edukacji Narodowej z dnia 27 grudnia 2013 r. Wpisana do rejestru pod numerem 376.

## Kształcenie

### Kierunki
Uczelnia daje możliwość podjęcia studiów pierwszego i drugiego stopnia oraz jednolitych magisterskich prowadzonych w trybie stacjonarnym i niestacjonarnym w siedzibie głównej, jak i filiach.
Uczelnia oferuje również studia podyplomowe, w tym Executive MBA i Executive DBA
- Studia w Łodzi
  - Pedagogika – studia I i II stopnia
  - Bezpieczeństwo wewnętrzne – studia I i II stopnia
  - Psychologia – jednolite studia magisterskie
  - Pedagogika przedszkolna i wczesnoszkolna – jednolite studia magisterskie
  - Pedagogika specjalna – jednolite studia magisterskie

- Filia w Nowym Targu – powstała w 2020 roku[6]
  - Bezpieczeństwo narodowe – studia I i II stopnia

- Filia w Rzeszowie[7]
  - Bezpieczeństwo narodowe – studia I i II stopnia
  - Psychologia – jednolite studia magisterskie

- Filia w Warszawie[8]
  - Zarządzanie – studia I i II stopnia
  - Management – studia BA i MA w języku angielskim